# Street Fighter Alpha 3
Street Fighter Alpha 3, conocido como Street Fighter Zero 3 (ストリートファイターZERO 3?) en Japón, Asia, América del Sur y Oceanía, es un videojuego de lucha en 2D, uno contra uno, lanzado para Arcade por Capcom en 1998, para el hardware CP System II. Es parte de la serie de juegos Street Fighter, es el tercero de la serie Alpha, siendo la continuación directa de Street Fighter Alpha 2.
La versión inicial Alpha 3 incluía a todos los personajes de su predecesor, Alpha 2, así como a varios personajes nuevos, incluidos algunos que regresan de juegos anteriores de Street Fighter, Final Fight, así como personajes completamente nuevos. Este juego presenta muchas novedades con respecto a su predecesor, una de las más importante es la posibilidad de elegir de estilo de lucha para cada personaje entre tres disponibles, llamados ISMs (modo A, modo V y modo X), y mejoras en la jugabilidad.
Alpha 3 ha sido adaptado para PlayStation, Sega Saturn, Dreamcast, Game Boy Avance, PlayStation Portable, PlayStation 2 y Windows, como juego independiente o como parte de títulos compilatorios.

## Sistema de juego
Los estilos seleccionables ISMs cambian los sistemas de juego para el personaje seleccionado. Cada jugador puede elegir un ISM diferente al enfrentarse a otro, de modo que es posible enfrentar a personajes iguales pero con ISMs distintos, cambiando así su estilo de juego.
Las características principales de los ISM son:
- X-ISM: Imita el estilo de juego de Super Street Fighter II Turbo, con una sola barra para ejecutar Super Combos, otorgando a cambio mayor daño a estos movimientos. Los usuarios de X-ISM no pueden bloquear en el aire, usar contraataques Alpha o activar Custom Combos.
- A-ISM (o Z-ISM en Japón): imita el estilo de juego de la serie Alpha, con tres barras para ejecutar Super Combos. Al ejecutar un Super Combo, la intensidad del golpe o patada usada determina su nivel, entre tres posibles, y con ello el daño infligido. Es posible realizar contraataques Alpha.
- V-ISM: Imita el estilo de juego de Custom Combo de Alpha 2, con una barra única Super Combo. Se puede activar un Custom Combo con un costo de la mitad de la barra de Super Combo, presionando dos botones de ataque de la misma intensidad, entre más barra se tenga disponible más tiempo durará el Custom Combo. Es posible realizar contraataques Alpha.

También se introduce una barra de guardia que se reduce por cada bloqueo realizado; si se reduce por completo a cero, la guardia del personaje se rompe y queda expuesto a ataques, además de que el nivel máximo de la barra de guardia se reduce para esa partida. Esta barra varía de tamaño dependiendo del personaje seleccionado pero para el mismo personaje X-Ism siempre otorga la barra de guardia de mayor tamaño y V-ism la más corta.

## Personajes
Alpha 3 incluye a personajes de Alpha y Alpha 2, así como de Street Fighter II, Final Fight y personajes completamente nuevos.

### Personajes que regresan de otros juegos
| Personaje       | Origen                        | Países y Escenarios                                                        | Voces               |
| --------------- | ----------------------------- | -------------------------------------------------------------------------- | ------------------- |
| Ryu             | Street Fighter                | Japón Llanura de Genbu                                                     | Toshiyuki Morikawa  |
| Chun-Li         | Street Fighter II             | China Zhidan Plaza                                                         | Yūko Miyamura       |
| Charlie         | Street Fighter Alpha          | EUA Hangar de las USAF en Frankfort, Kentucky                              | Toshiyuki Morikawa  |
| Ken Masters     | Street Fighter                | EUA Hotel Masters                                                          | Tetsuya Iwanaga     |
| Guy             | Final Fight                   | EUA Atlanta                                                                | Tetsuya Iwanaga     |
| Birdie          | Street Fighter                | Inglaterra Train Junkyard                                                  | Wataru Takagi       |
| Sodom           | Final Fight                   | EUA Edificio en Manhattan, piso 49                                         | Wataru Takagi       |
| Adon            | Street Fighter                | Tailandia Las Históricas Ruinas de Jemer                                   | Wataru Takagi       |
| Rose            | Street Fighter Alpha          | Italia Ca' Dario                                                           | Michiko Neya        |
| Sagat           | Street Fighter                | Tailandia Lugar de descanso de OgNagpa frente a la estatua de Buda Gautama | Shin-ichiro Miki    |
| M. Bison        | Street Fighter II             | Shadaloo Punto Secreto 48106                                               | Tomomichi Nishimura |
| Akuma           | Super Street Fighter II Turbo | La Cueva de la Presa del Oni, Japón                                        | Tomomichi Nishimura |
| Dan Hibiki      | Street Fighter Alpha          | Hong Kong Parque Hinode, Japón                                             | Osamu Hosoi         |
| Zangief         | Street Fighter II             | Unión Soviética (Antes) Rusia (Ahora) Alto Horno de Akademgorodok          | Wataru Takagi       |
| Dhalsim         | Street Fighter II             | Frente al Monumento Jaunpur                                                | Yoshiharu Yamada    |
| Rolento         | Final Fight                   | EUA Metro Tren Subterráneo, Detroit, Míchigan                              | Jin Yamanoi         |
| Gen             | Street Fighter                | China Victoria Harbour, Hong Kong                                          | Wataru Takagi       |
| Sakura Kasugano | Street Fighter Alpha 2        | Japón Centro Comercial Hana                                                | Yuko Sasamoto       |

### Nuevos personajes
| Personaje               | Origen                  | Países y Escenarios | Voces            |
| ----------------------- | ----------------------- | --- | ---------------- |
| Cammy                   | Super Street Fighter II | Inglaterra Mykonos, Grecia | Akiko Kōmoto     |
| Edmond Honda            | Street Fighter II       | Japón Higashi-Komagata Katomi Kontou | Masashi Sugawara |
| Blanka                  | Street Fighter II       | Brasil Pantanal Rama del Río Madeira | Yūji Ueda        |
| Vega                    | Street Fighter II       | España Torre Espiral de Requena | Yūji Ueda        |
| Cody Travers            | Final Fight             | EUA Centro Penitenciario de Metro City | Kōichi Yamadera  |
| Karin                   | Primera aparición       | Japón Barca Queen of Victoria, Japón (Solo en consolas) En la Versión Arcade su escenario se localiza en Hana Shoutengai establecido en la noche. | Miho Yamada      |
| R. Mika                 | Primera aparición       | Japón Ring de luchas en la Playa Sardine | Junko Takeuchi   |
| Balrog                  | Street Fighter II       | EUA Fremont Street, Las Vegas, EE. UU. (Solo en consolas) En la versión arcade el escenario de Balrog es el Punto Secreto 48106.                  | Kōichi Yamadera  |
| Juni (No Seleccionable) | Primera aparición       | Alemania Punto Secreto 48106 | Akiko Kōmoto     |
| Juli (No Seleccionable) | Primera aparición       | Alemania Punto Secreto 48106 | Akiko Kōmoto     |

### Personajes que aparecen en versiones para consolas caseras
Las versiones caseras de Alpha 3 agregaron personajes adicionales. Balrog, Juni y Juli se convirtieron en personajes regulares en lugar de secretos y regresan Fei Long, T. Hawk y Dee Jay de Super Street Fighter II Turbo. La versión de PlayStation, incluye a Balrog, EX Balrog, Guile, Evil Ryu y Shin Akuma; las versiones para Dreamcast y Saturn, incluyen a Guile, Evil Ryu, Shin Akuma y a Final Bison.
| Personaje                         | Origen                  | Países y Escenarios           | Voces               |
| --------------------------------- | ----------------------- | ----------------------------- | ------------------- |
| Dee Jay                           | Super Street Fighter II | Jamaica Port Antonio          | Hōchū Ōtsuka        |
| Fei Long                          | Super Street Fighter II | Hong Kong Kowloon Park        | Kōsuke Toriumi      |
| T. Hawk                           | Super Street Fighter II | México Monte Albán            | Shōzō Iizuka        |
| Guile                             | Street Fighter II       | EUA Nevada Ghost Valley       | Toshihide Tsuchiya  |
| Final Bison (Final Vega En Japón) | Primera aparición       | Shadaloo Punto Secreto 48106  | Tomomichi Nishimura |
| EX Balrog (EX M. Bison en Japón)  | Primera aparición       | EUA Fremont Street, Las Vegas | Koichi Yamadera     |
| Shin Akuma (Shin Gouki en Japón)  | Street Fighter Alpha 2  | Japón Gokuento Isla           | Tomomichi Nishimura |
| Evil Ryu                          | Street Fighter Alpha 2  | Japón La Cueva del Oni Fang   | Toshiyuki Morikawa  |

### Personajes que aparecen en versiones para consolas portátiles
La versión de Game Boy Advance contiene a todos los personajes adicionales de las versiones de consola, así como a tres más, Yun, Eagle y Maki; la versión para PlayStation Portable,Street Fighter Alpha 3 MAX, tiene a estos mismos personajes y a Ingrid.
| Personajes | Origen              | Países y escenarios                                     | Voces         |
| ---------- | ------------------- | ------------------------------------------------------- | ------------- |
| Eagle      | Street Fighter      | Inglaterra Train Junkyard                               | Jin Yamanoi   |
| Maki       | Final Fight 2       | Japón Overhead detrás de la 22nd Street, Estados Unidos | Miki Nagasawa |
| Yun        | Street Fighter III  | Kowloon Park, Hong Kong                                 | Kentaro Ito   |
| Ingrid     | Capcom Fighting Jam | N/A                                                     | Masako Jō     |

## Versiones de Street Fighter Alpha 3
- Street Fighter Alpha 3 (Arcade CPS-2, 1998)
- Street Fighter Alpha 3 (PlayStation, 1999)
- Street Fighter Alpha 3 (Sega Saturn, sólo Japón, 2000)
- Street Fighter Alpha 3: Saikyou Dojo (Dreamcast, 2000)
- Street Fighter Alpha 3 Upper (Game Boy Advance, 2003. Incluía a personajes que no habían aparecido en otras versiones, como Maki (Final Fight), Eagle (Street Fighter, Capcom VS SNK 2) y Yun (Street Fighter III).
- Street Fighter Alpha 3 MAX (PSP, 2006. Incluía a los luchadores añadidos en la versión de Game Boy Advance más la incorporación de Ingrid de Capcom Fighting Evolution).
- Street Fighter Alpha 3 (PlayStation 2, 2006. Incluido en la recopilación Street Fighter Alpha Anthology).